# China nos Jogos Paralímpicos de Verão de 2004
China participou dos Jogos Paralímpicos de Verão de 2004, que foram realizados na cidade de Atenas, na Grécia, entre os dias 17 e 28 de setembro de 2004.
A delegação chinesa conquista 141 medalhas, das quais 63 ouros, 46 pratas e 36 bronzes, nesta edição das Paralimpíadas.